# Теория на екологичните системи
Теорията на екологичните системи определя четири типа на местообитание на системите на средата с влияние в двете посоки вътре и между системите.

## Преглед
Теорията е развита от Юри(й) Бронфенбренер, смятан за един от водещите световни учени в полето на психологията на развитието.
Четирите системи:
- Микросистема: Непосредствената среда (семейство, училище, съседи)
- Мезосистема: Система, обхващаща връзките между непосредствената среда (например дома на детето и училището)
- Екзосистема: Външна обкръжаваща среда, която само индиректно засяга развитието (например работното място на родителите)
- Макросистема: Най-широкия културен контекст (Западна срещу Източна култура, национална икономика, политическа култура, субкултура)

По-късно е добавена пета система:
- Хроносистема: Моделите на събитията от обкръжаващата среда и преходите в процеса на живота.

## По-нататъшно четене
- Urie Bronfenbrenner.‎ (1979). The Ecology of Human Development: Experiments by Nature and Design. Cambridge, MA: Harvard University Press. ISBN 0-674-22457-4
- Dede Paquette & John Ryan. (2001). Bronfenbrenner’s Ecological Systems Theory Архив на оригинала от 2007-09-28 в Wayback Machine.
- Arch G. Woodside, Marylouise Caldwell, Ray Spurr. (2006). Advancing Ecological Systems Theory in Lifestyle, Leisure, and Travel Research, in: Journal of Travel Research, Vol. 44, No. 3, 259-272.

|  | Тази страница частично или изцяло представлява превод на страницата Ecological Systems Theory в Уикипедия на английски. Оригиналният текст, както и този превод, са защитени от Лиценза „Криейтив Комънс – Признание – Споделяне на споделеното“, а за съдържание, създадено преди юни 2009 година – от Лиценза за свободна документация на ГНУ. Прегледайте историята на редакциите на оригиналната страница, както и на преводната страница, за да видите списъка на съавторите. ВАЖНО: Този шаблон се отнася единствено до авторските права върху съдържанието на статията. Добавянето му не отменя изискването да се посочват конкретни източници на твърденията, които да бъдат благонадеждни. |